# Veikkausliiga 1999
Die Veikkausliiga 1999 war die zehnte Spielzeit der höchsten finnischen Spielklasse im Fußball der Männer unter diesem Namen sowie die 69. Saison seit deren Einführung im Jahre 1930.
Zwölf Mannschaften spielten um die finnische Meisterschaft 1999. Die Anzahl der Teams war um zwei erhöht worden was die Zahl der Spiele, die jede Mannschaft in der Hauptrunde bestreiten musste, auf 22 steigen ließ. Zum Ende der Hauptrunde qualifizierten sich die besten acht Mannschaften für die Meisterschaftsrunde.
Titelverteidiger Haka Valkeakoski und der HJK Helsinki lagen weit vor der restlichen Konkurrenz und spielten die Meisterschaft in den letzten sieben Spielen der Meisterschaftsrunde unter sich aus. Dabei hatte der FC Haka am Ende mit zwei Punkten die Nase vorn und sicherte sich zum siebenten Mal die finnische Meisterschaft. Die letzten vier Mannschaften der Hauptrunde traten in einer Abstiegsrunde noch einmal jeweils zweimal gegeneinander an. In dieser Runde gab es jedoch keine Veränderungen mehr in der Platzierung und TPV Tampere musste wieder den Gang in die zweite Liga antreten. Der FC Lahti und der Vaasan PS mussten sich in der Relegation beweisen: Beide Vereine konnten sich gegen ihre Gegner FF Jaro beziehungsweise Atlantis Helsinki knapp durchsetzen und spielten somit auch 2000 in der Veikkausliiga.
Im Finale des finnischen Fußballpokals kam es zum Duell zwischen den Zweitligisten FF Jaro und dem FC Jokerit, der 1999 die Erstligalizenz vom PK-35 Helsinki erhalten hatte und dessen Platz in der Veikkausliiga einnahm. FF Jaro aus dem westfinnischen Jakobstad (finnisch Pietarsaari) gewann mit 2:1.
Bei der sechsten Austragung des finnischen Ligapokals qualifizierte sich HJK Helsinki zum ersten Mal nicht für das Finale. Stattdessen traf der Vaasan PS beim Finale in Lahti auf KTP Kotka. Vaasa siegte 3:0.

## Teilnehmende Mannschaften
| Verein                     | Stadt        | Stadion                         | Kapazität |
| -------------------------- | ------------ | ------------------------------- | --------- |
| FC Jazz Pori               | Pori         | Stadion Pori                    | 12.300    |
| FC Jokerit                 | Helsinki     | Olympiastadion Helsinki         | 39.784    |
| FC Lahti                   | Lahti        | Stadion Lahti                   | 14.465    |
| Haka Valkeakoski           | Valkeakoski  | Tehtaan kenttä                  | 06.400    |
| HJK Helsinki               | Helsinki     | Olympiastadion Helsinki         | 39.784    |
| Inter Turku                | Turku        | Veritas-Stadion                 | 09.372    |
| Kotkan Työväen Palloilijat | Kotka        | Urheilukeskus                   | 04.780    |
| Myllykosken Pallo -47      | Anjalankoski | Anjalankosken jalkapallostadion | 04.167    |
| Rovaniemi PS               | Rovaniemi    | Rovaniemen keskuskenttä         | 02.800    |
| Tampereen Pallo-Veikot     | Tampere      | Tammela Stadion                 | 05.050    |
| Turku PS                   | Turku        | Veritas-Stadion                 | 09.000    |
| Vaasan PS                  | Vaasa        | Hietalahti Stadion              | 04.600    |

## Hauptrunde

### Tabelle
| Pl. | Verein                         | Sp. | S  | U  | N  | Tore    | Diff. | Punkte |
| --- | ------------------------------ | --- | -- | -- | -- | ------- | ----- | ------ |
| 1.  | Haka Valkeakoski (M)           | 22  | 15 | 5  | 2  | 043:170 | +26   | 50     |
| 2.  | HJK Helsinki (P)               | 22  | 14 | 5  | 3  | 043:140 | +29   | 47     |
| 3.  | Inter Turku (N)                | 22  | 10 | 4  | 8  | 028:250 | +3    | 34     |
| 4.  | FC Jokerit                     | 22  | 9  | 6  | 7  | 026:220 | +4    | 33     |
| 5.  | Myllykosken Pallo -47          | 22  | 9  | 6  | 7  | 027:270 | ±0    | 33     |
| 6.  | FC Jazz Pori                   | 22  | 7  | 10 | 5  | 028:240 | +4    | 31     |
| 7.  | Kotkan Työväen Palloilijat (N) | 22  | 7  | 7  | 8  | 022:250 | −3    | 28     |
| 8.  | Rovaniemi PS                   | 22  | 6  | 9  | 7  | 027:300 | −3    | 27     |
| 9.  | Turku PS                       | 22  | 7  | 6  | 9  | 027:310 | −4    | 27     |
| 10. | FC Lahti (N)                   | 22  | 6  | 4  | 12 | 025:410 | −16   | 22     |
| 11. | Vaasan PS                      | 22  | 6  | 3  | 13 | 022:330 | −11   | 21     |
| 12. | Tampereen Pallo-Veikot (N)     | 22  | 1  | 5  | 16 | 013:420 | −29   | 08     |

Platzierungskriterien: 1. Punkte – 2. Tordifferenz – 3. geschossene Tore

| (M) | amtierender Meister     |
| (P) | amtierender Pokalsieger |
| (N) | Neuaufsteiger           |

### Kreuztabelle
| 1999 | 1999                       | Haka Valkeakoski | HJK Helsinki | Inter Turku | FC Jokerit | Myllykosken Pallo -47 | FC Jazz Pori | Kotkan Työväen Palloilijat | Rovaniemi PS | Turku PS | FC Lahti | Vaasan PS | Tampereen Pallo-Veikot |
| 1.   | HJK Helsinki               |                  | 1:0          | 1:0         | 2:2        | 4:0                   | 1:1          | 4:1                        | 0:0          | 5:2      | 4:2      | 2:0       | 3:1                    |
| 2.   | HJK Helsinki               | 0:1              |              | 0:1         | 2:1        | 2:0                   | 4:1          | 3:1                        | 4:0          | 0:0      | 1:1      | 3:0       | 2:0                    |
| 3.   | Inter Turku                | 0:1              | 2:7          |             | 1:0        | 1:2                   | 3:0          | 0:0                        | 2:2          | 1:2      | 3:1      | 3:1       | 2:0                    |
| 4.   | FC Jokerit                 | 1:0              | 1:2          | 0:1         |            | 0:1                   | 0:0          | 1:0                        | 1:1          | 1:1      | 1:0      | 1:0       | 1:0                    |
| 5.   | Myllykosken Pallo -47      | 1:2              | 0:3          | 0:1         | 2:0        |                       | 2:0          | 0:0                        | 1:1          | 3:1      | 4:0      | 1:1       | 1:1                    |
| 6.   | FC Jazz Pori               | 2:2              | 1:1          | 1:1         | 1:1        | 3:0                   |              | 1:1                        | 2:0          | 3:2      | 3:0      | 0:1       | 2:0                    |
| 7.   | Kotkan Työväen Palloilijat | 1:0              | 1:1          | 1:0         | 3:4        | 0:0                   | 0:1          |                            | 1:1          | 2:0      | 0:1      | 2:2       | 1:0                    |
| 8.   | Rovaniemi PS               | 2:3              | 0:1          | 3:1         | 3:0        | 2:1                   | 0:0          | 1:2                        |              | 1:0      | 2:2      | 3:2       | 2:2                    |
| 9.   | Turku PS                   | 1:1              | 0:0          | 0:1         | 1:1        | 2:3                   | 1:1          | 0:3                        | 4:1          |          | 1:2      | 2:1       | 2:0                    |
| 10.  | FC Lahti                   | 0:2              | 2:5          | 3:2         | 0:1        | 1:2                   | 2:2          | 0:1                        | 1:0          | 1:2      |          | 2:1       | 1:1                    |
| 11.  | Vaasan PS                  | 0:1              | 0:1          | 0:2         | 1:3        | 0:1                   | 1:0          | 3:1                        | 0:0          | 0:2      | 2:1      |           | 3:1                    |
| 12.  | Tampereen Pallo-Veikot     | 0:3              | 0:1          | 0:0         | 0:5        | 2:2                   | 1:3          | 2:0                        | 0:2          | 0:1      | 1:2      | 1:3       |                        |

## Meisterschaftsrunde
Die besten acht Mannschaften der Hauptrunde spielten nochmals jeweils einmal gegeneinander.

Die Ergebnisse und Punkte aus der Hauptrunde wurden übernommen
| Pl. | Verein                         | Sp. | S  | U  | N  | Tore    | Diff. | Punkte |
| --- | ------------------------------ | --- | -- | -- | -- | ------- | ----- | ------ |
| 1.  | Haka Valkeakoski (M)           | 29  | 20 | 7  | 2  | 054:180 | +36   | 67     |
| 2.  | HJK Helsinki (P)               | 29  | 20 | 5  | 4  | 053:180 | +35   | 65     |
| 3.  | Myllykosken Pallo -47          | 29  | 13 | 8  | 8  | 039:320 | +7    | 47     |
| 4.  | FC Jokerit                     | 29  | 11 | 7  | 11 | 035:310 | +4    | 40     |
| 5.  | Inter Turku (N)                | 29  | 11 | 6  | 12 | 038:370 | +1    | 39     |
| 6.  | FC Jazz Pori                   | 29  | 8  | 13 | 8  | 032:340 | −2    | 37     |
| 7.  | Kotkan Työväen Palloilijat (N) | 29  | 8  | 10 | 11 | 029:350 | −6    | 34     |
| 8.  | Rovaniemi PS                   | 29  | 7  | 10 | 12 | 031:460 | −15   | 31     |

| (M) | amtierender Meister     |
| (P) | amtierender Pokalsieger |
| (N) | Neuaufsteiger           |

|                            | Haka Valkeakoski | HJK Helsinki | Myllykosken Pallo -47 | FC Jokerit | Inter Turku | FC Jazz Pori | Kotkan Työväen Palloilijat | Rovaniemi PS |
| -------------------------- | ---------------- | ------------ | --------------------- | ---------- | ----------- | ------------ | -------------------------- | ------------ |
| Haka Valkeakoski           |                  | 1:0          | –                     | 2:0        | –           | 0:0          | –                          | 2:0          |
| HJK Helsinki               | –                |              | 2:1                   | 2:1        | 2:1         | –            | 1:0                        | –            |
| Myllykosken Pallo -47      | 0:0              | –            |                       | –          | –           | 4:1          | –                          | 3:1          |
| FC Jokerit                 | –                | –            | 1:2                   |            | –           | 1:1          | 1:2                        | 4:0          |
| Inter Turku                | 0:3              | –            | 0:2                   | 0:1        |             | –            | 3:3                        | –            |
| FC Jazz Pori               | –                | 0:2          | –                     | –          | 1:1         |              | 1:0                        | –            |
| Kotkan Työväen Palloilijat | 1:3              | –            | 0:0                   | –          | –           | –            |                            | 1:1          |
| Rovaniemi PS               | –                | 0:1          | –                     | –          | 0:5         | 2:0          | –                          |              |

## Abstiegsrunde
Die vier schlechtesten Mannschaften der Hauptrunde spielten nochmals jeweils zweimal gegeneinander.

Die Ergebnisse und Punkte aus der Hauptrunde wurden übernommen
| Pl. | Verein                     | Sp. | S  | U | N  | Tore    | Diff. | Punkte |
| --- | -------------------------- | --- | -- | - | -- | ------- | ----- | ------ |
| 1.  | Turku PS                   | 28  | 10 | 9 | 9  | 040:340 | +6    | 39     |
| 2.  | FC Lahti (N)               | 28  | 8  | 6 | 14 | 034:550 | −21   | 30     |
| 3.  | Vaasan PS                  | 28  | 8  | 5 | 15 | 034:420 | −8    | 29     |
| 4.  | Tampereen Pallo-Veikot (N) | 28  | 2  | 6 | 20 | 023:600 | −37   | 12     |

| (N) | Neuaufsteiger |

|                        | Turku PS | FC Lahti | Vaasan PS | Tampereen Pallo-Veikot |
| ---------------------- | -------- | -------- | --------- | ---------------------- |
| Turku PS               |          | 0:0      | 1:1       | 1:1                    |
| FC Lahti               | 0:3      |          | 0:4       | 4:3                    |
| Vaasan PS              | 1:2      | 2:2      |           | 3:1                    |
| Tampereen Pallo-Veikot | 0:6      | 2:3      | 3:1       |                        |

## Relegation
An der Relegation nahmen der FC Lahti und Vaasan PS aus der Veikkausliiga sowie Atlantis FC und FF Jaro als Zweiter bzw. Dritter der Ykkönen-Aufstiegsrunde teil.
|             | Gesamt |           | Hinspiel | Rückspiel |
| ----------- | ------ | --------- | -------- | --------- |
| FF Jaro     | 0:1    | FC Lahti  | 0:0      | 0:1       |
| Atlantis FC | 2:3    | Vaasan PS | 2:1      | 0:2       |

Alle vier Vereine blieben in ihren bisherigen Ligen.

## Torschützenliste
| Pl. | Nat.      | Spieler           | Verein                | Tore |
| --- | --------- | ----------------- | --------------------- | ---- |
| 1   | Russland  | Waleri Popowitsch | Haka Valkeakoski      | 23   |
| 2   | Sudafrika | Neathan Gibson    | Myllykosken Pallo -47 | 12   |
|     | Finnland  | Saku Puhakainen   | Turku PS              | 12   |
| 4   | Finnland  | Kai Nyyssönen     | Haka Valkeakoski      | 11   |
|     | Finnland  | Shefki Kuqi       | HJK Helsinki          | 11   |

## Internationales Abschneiden 1999/00
Während der Veikkausliiga-Saison 1999 waren vier finnische Mannschaften bei internationalen Wettbewerben im Einsatz, die sich nach der Veikkausliiga-Saison 1998 dafür qualifiziert hatten:
| Wettbewerb                    | Runde          | Gegner                                              | Hin         | Rück        | Gesamt     |
| ----------------------------- | -------------- | --------------------------------------------------- | ----------- | ----------- | ---------- |
| Meister HJK Helsinki:         |                |                                                     |             |             |            |
| UEFA Champions League         | 1. Qual.-Runde | FC Jerewan                                          | 2:0         | 3:0         | 5:0        |
| UEFA Champions League         | 2. Qual.-Runde | FC Metz                                             | 1:0         | 1:1         | 2:1        |
| UEFA Champions League         | Gruppenphase   | PSV Eindhoven 1. FC Kaiserslautern Benfica Lissabon | 1:2 0:0 2:0 | 1:3 2:5 2:2 | 4. (von 4) |
| Vizemeister Vaasan PS:        |                |                                                     |             |             |            |
| UEFA-Pokal                    | 1. Qual.-Runde | HB Tórshavn                                         | 0:2         | 4:0         | 4:2        |
| UEFA-Pokal                    | 2. Qual.-Runde | Grazer AK                                           | 0:0         | 0:3         | 0:3        |
| Dritter FinnPa Helsinki:      |                |                                                     |             |             |            |
| UEFA-Pokal                    | 1. Qual.-Runde | Hapoel Tel Aviv                                     | 1:3         | 1:3         | 2:6        |
| Vierter Turku PS:             |                |                                                     |             |             |            |
| UEFA Intertoto Cup            | 1. Runde       | FC Sion                                             | 0:1         | 3:2         | 3:3        |
| UEFA Intertoto Cup            | 2. Runde       | Schinnik Jaroslawl                                  | 0:2         | 2:3         | 2:5        |
| Pokalsieger Haka Valkeakoski: |                |                                                     |             |             |            |
| Europapokal der Pokalsieger   | Qualifikation  | Bangor City                                         | 2:0         | 1:0         | 3:0        |
| Europapokal der Pokalsieger   | 1. Runde       | Panionios Athen                                     | 0:2         | 1:3         | 1:5        |

## Internationales Abschneiden 2000/01
Vier Vereine qualifizierten sich nach der Veikkausliiga-Saison 1999 für internationale Wettbewerbe in der Saison 2000/01:
| Wettbewerb                     | Runde          | Gegner              | Hin | Rück      | Gesamt |
| ------------------------------ | -------------- | ------------------- | --- | --------- | ------ |
| Meister Haka Valkeakoski:      |                |                     |     |           |        |
| UEFA Champions League          | 1. Qual.-Runde | Linfield FC         | 1:0 | 1:2       | 2:2    |
| UEFA Champions League          | 2. Qual.-Runde | FK Inter Bratislava | 0:0 | 0:1 n. V. | 0:1    |
| Vizemeister HJK Helsinki:      |                |                     |     |           |        |
| UEFA-Pokal                     | Qualifikation  | CS Grevenmacher     | 4:1 | 0:2       | 4:3    |
| UEFA-Pokal                     | 1. Runde       | Celtic Glasgow      | 0:2 | 2:1 n. V. | 2:3    |
| Pokalsieger FC Jokerit:        |                |                     |     |           |        |
| UEFA-Pokal                     | Qualifikation  | MTK Hungária FC     | 0:1 | 2:4       | 2:5    |
| Dritter Myllykosken Pallo -47: |                |                     |     |           |        |
| UEFA Intertoto Cup             | 1. Runde       | Neuchâtel Xamax     | 1:2 | 3:3       | 4:5    |